# Giovanni Cheli
Giovanni Cheli, italijanski rimskokatoliški duhovnik, škof in kardinal, * 4. oktober 1918, Torino, † 8. februar 2013, Rim.

## Življenjepis
21. junija 1942 je prejel duhovniško posvečenje.
8. septembra 1978 je bil imenovan za naslovnega nadškofa Santa Giuste in istočasno je postal uradnik pri OZN; 16. septembra istega leta je prejel škofovsko posvečenje.
18. septembra 1986 je postal proprefekt Papeškega sveta za pastoralo migrantov in beguncev in 1. marca 1989 predsednik sveta.
21. februarja 1998 je bil povzdignjen v kardinala in imenovan za kardinal-diakona Ss. Cosma e Damiano.
15. junija 1998 se je upokojil kot predsednik papeškega sveta.